# Good! Afternoon
Good! Afternoon (good! アフタヌーン Guddo! Afutanūn?, estilizado como good! Afternoon y good! AFTERNOON) es una revista japonesa de manga seinen, publicada por Kōdansha desde el 7 de noviembre de 2008. Inicialmente publicada cada dos meses, cambió a un calendario de publicación mensual desde el número 25 a finales de 2012. Cada número suele tener alrededor de veinticinco historias de varios artistas y unas 800 páginas.

## Artistas y series de manga publicadas enGood! Afternoon
- Tsutomu Takahashi
  - Jiraishin Diablo
- Hiroaki Wakamiya
  - Loveplus Kanojo no Kakao
- Asuka Katsura (arte) & Isuna Hasekura (historia)
  - Billionaire Girl
- GoRA & Minato SAKI
  - K: Stray Dog Story
- Motoi Yoshida
  - Natsu no Zenjitsu
- Masayuki Ishikawa
  - Junketsu no Maria
  - Junketsu no Maria Exhibition
- Moaré Oota
  - Teppuu
- Mohiro Kitoh
  - Nani ka mochigatte masu ka
- Isaki Uta
  - Sayabito
- Saburouta
  - Jūō Mujin no Fafnir
- Gamon Sakurai 
  - Ajin (en curso)
- Gido Amagakure
  - Amaama to Inazuma
- Chiyomaru Shikura
  - Occultic;Nine
- Ryū Mizunagi
  - Witch Craft Works (en curso)
- Yoshioka Kimitake (are) & Inoue, Kenji (historia)
  - Grand Blue (en curso)
- Kōsuke Hamada
  - Hanebado!
- Taku Kuwabara
  - Drifting Dragons (en curso)